# Baletswil
Baletswil ist ein Weiler in der Schweizer Gemeinde St. Ursen im Kanton Freiburg. Baletswil liegt 2 Kilometer südöstlich von St. Ursen und gut 1,3 Kilometer nördlich von Rechthalten auf der Nordseite des Fofenhubels. Von Baletswil gibt es Strassenverbindungen nach Strauss, Äschlenberg, Wolperwil und über Hereschür nach Rechthalten.  

## Geschichte
Baletswil gehörte seit dem Mittelalter und bis ins 19. Jahrhundert zum Lehen des Freiburger Domkapitels. Vermutlich war der Weiler im Mittelalter deutlich grösser als heute, worauf Mauerreste hindeuten, die im 20. Jahrhundert entdeckt wurden.